# منتخب أوكرانيا لكرة الصالات
منتخب أوكرانيا الوطني لكرة قدم الصالات (بالأوكرانية: Збірна України з футзалу)‏ هو ممثل أوكرانيا الرسمي في المنافسات الدولية في كرة الصالات . تأسس في 1994.